# Neoscirula imperata
Neoscirula imperata är en spindeldjursart som beskrevs av Corpuz-Raros 1996. Neoscirula imperata ingår i släktet Neoscirula och familjen Cunaxidae. Inga underarter finns listade i Catalogue of Life.